# Circuitul Watkins Glen
Watkins Glen este un circuit de curse auto din SUA.